# Estadio Julián Javier
El Estadio Julián Javier es un recinto deportivo  usado comúnmente para la práctica del béisbol propiedad del Estado Dominicano ubicado en San Francisco de Macorís, República Dominicana. Se utiliza sobre todo para los partidos del equipo local los Gigantes del Cibao. Tiene capacidad para 10.000 personas. El estadio lleva el nombre en honor al ex beisbolista dominicano de Grandes Ligas Julián Javier.

## Historia
El estadio fue inaugurado en 1975  y ha sido remozado en diversas ocasiones. Primero se usó para la Liga de Verano del Cibao, luego en enero de 1977 se celebró el Juego de Estrellas de la LIDOM, y en 1979 el torneo de béisbol de los IV Juegos Deportivos Nacionales.
Muchos sectores de San Francisco de Macorís reclamaron reparaciones para el estadio debido al mal estado en el que se encontraba y la falta de mantenimiento requerido fuera de la temporada de béisbol invernal. El estadio se encontraba en condiciones deplorables, la grama estaba por encima del nivel normal de altura para un estadio de béisbol y los desechos cada vez eran más abundantes, los dugouts estaban llenos de agua.
Debido a estas reclamaciones, en octubre de 2010, el gobierno dominicano realizó varias mejoras al estadio que incluye acondicionamiento del terreno de juego, control de la grama, rediseño del sistema de iluminación, rescate del drenaje y la construcción de una verja de protección extra para el control de los fanáticos detrás del out-field. Además se rehabilitaron los dugouts y se acondicionaron todos los baños.
En el año 2015 al estadio se le hizo mejoras como tal es el cambio de la pantalla gigante, la construcción de un palco de prensa que se le nombró Machacho González así como la instalación dos torres con relojes y un caballo en señal al equipo franco-macorisano donde se le colocara anuncios públicos, etc.

## Equipos
El Estadio originalmente fue sede de los Arroceros del Nordeste, equipo de la Liga de Verano del Cibao, y desde 1996 es utilizado para los partidos de Béisbol de los Gigantes del Cibao, equipo local de la ciudad de San Francisco de Macoris juega en la Liga Dominicana de Béisbol  .